# Outsideinside
Outsideinside (Afuera y Adentro) es el segundo álbum de estudio de la banda de rock Blue Cheer, publicado por Philips Records en agosto de 1968 y cuyos temas fueron grabados tanto en exteriores como en interiores (de ahí el título del álbum). Este es el último álbum que contó con la formación clásica Peterson-Whaley-Stephens, ya que el guitarrista Leigh Stephens se retiró de la banda poco después de su lanzamiento producto de las tensiones surgidas con el resto de sus compañeros a raíz del excesivo consumo de drogas por parte de ellos, siendo Stephens el único que no las consumía y cuya actitud introvertida y reservada le imposibilitó seguir tolerando los constantes altercados que sus compañeros provocaban.
Outsideinside al igual que su predecesor fue producido por el DJ Abe "Voco" Kesh; el diseño de su portada estuvo a cargo de su mánager Allen "Gut" Turk y del pintor Gary "Arab" Finroe; parte de su producción estuvo a cargo de Eddie Kramer (ingeniero de sonido de The Jimi Hendrix Experience, The Rolling Stones y más tarde de Led Zeppelin y Kiss) y las fotografías del álbum fueron tomadas por el famoso y renombrado fotógrafo Jim Marshall.
Outsideinside consiguió otro gran hit para la banda con el sencillo "Just a Little Bit", conservando la misma fórmula agresiva y ruidosa de su antecesor pero explorando aún más su creatividad musical, componiendo canciones muy adelantadas a su época que con el tiempo serían consideradas como precursores del doom metal, el grunge y el punk, como "Feathers From Your Tree", "Sun Cycle" y "Come and Get It" respectivamente, siendo Outsideinside uno de los álbumes de rock más completos e innovadores de todos los tiempos.
Además de las pistas originales, el disco incluye dos covers: "(I Can't Get No) Satisfaction" de los Rolling Stones y "The Hunter" de Albert King.
Una anécdota especial ocurrió mientras ensayaban antes de grabar a la orilla del Muelle 57. Tras varios minutos de ensayar las canciones "Sun Cycle", "Just a Little Bit" y  "The Hunter", los vecinos de la zona se quejaron con el productor Abe Kesh debido al poderoso ruido provocado por el muro de 12 amplificadores Marshall que el grupo acostumbraba usar. El propietario de un edificio de apartamentos contiguo decidió pedirles que se marcharan, ante la amenaza de los vecinos de llamar a la policía.
En total se necesitaron 4 estudios, 2 muelles y una playa para lograr grabar el disco. Las sesiones Outside fueron hechas en Gate Five, Sausalito; Muir Beach, California; y Pier 57, Nueva York. Y las sesiones Inside fueron hechas en A&R Studio, Nueva York; Olmstead Studios, Nueva York; Record Plant, Nueva York; y Pacific Recorders Inc., San Mateo, California.

## Listado de canciones

### Lado A
| N.º   | Título                    | Escritor(es)               | Duración |  |
| 1.    | «Feathers From Your Tree» | Peterson, Stephens, Wagner | 3:29     |  |
| 2.    | «Sun Cycle»               | Peterson, Stephens, Wagner | 4:12     |  |
| 3.    | «Just a Little Bit»       | Dickie Peterson            | 3:24     |  |
| 4.    | «Gypsy Ball»              | Peterson, Stephens         | 2:57     |  |
| 5.    | «Come And Get It»         | Peterson, Stephens, Wagner | 3:13     |  |
| 17:15 |                           |                            |          |  |

### Lado B
| N.º   | Título                          | Escritor(es)                 | Duración |  |
| 6.    | «(I Can't Get No) Satisfaction» | Mick Jagger, Keith Richards  | 5:07     |  |
| 7.    | «The Hunter»                    | Albert King, Booker T. Jones | 4:22     |  |
| 8.    | «Magnolia Caboose Babyfinger»   | Stephens, Peterson           | 1:38     |  |
| 9.    | «Babylon»                       | Dickie Peterson              | 4:22     |  |
| 15:29 |                                 |                              |          |  |

### Bonus track, Akarma Records 1999
| N.º  | Título     | Escritor(es)    | Duración |  |
| 10.  | «Fortunes» | Dickie Peterson | 2:20     |  |
| 2:20 |            |                 |          |  |

## Personal
- Dickie Peterson – Bajo eléctrico, voz
- Leigh Stephens – Guitarra eléctrica, coros
- Paul Whaley – Batería, coros

## Otros créditos
Músicos invitados
- Ralph Burns Kellogg – Órgano, lengüeta (tema 9)
- Eric Albronda – Coros (tema 6)
- Bruce Stephens – Guitarra eléctrica (tema 10) *sin acreditar

Arte y diseño
- Gary "Arab" Finroe
- Allen "Gut" Turk

Fotografía
- Jim Marshall
- Stef Leinwohl
- Allen "Gut" Turk